# José López Alavez

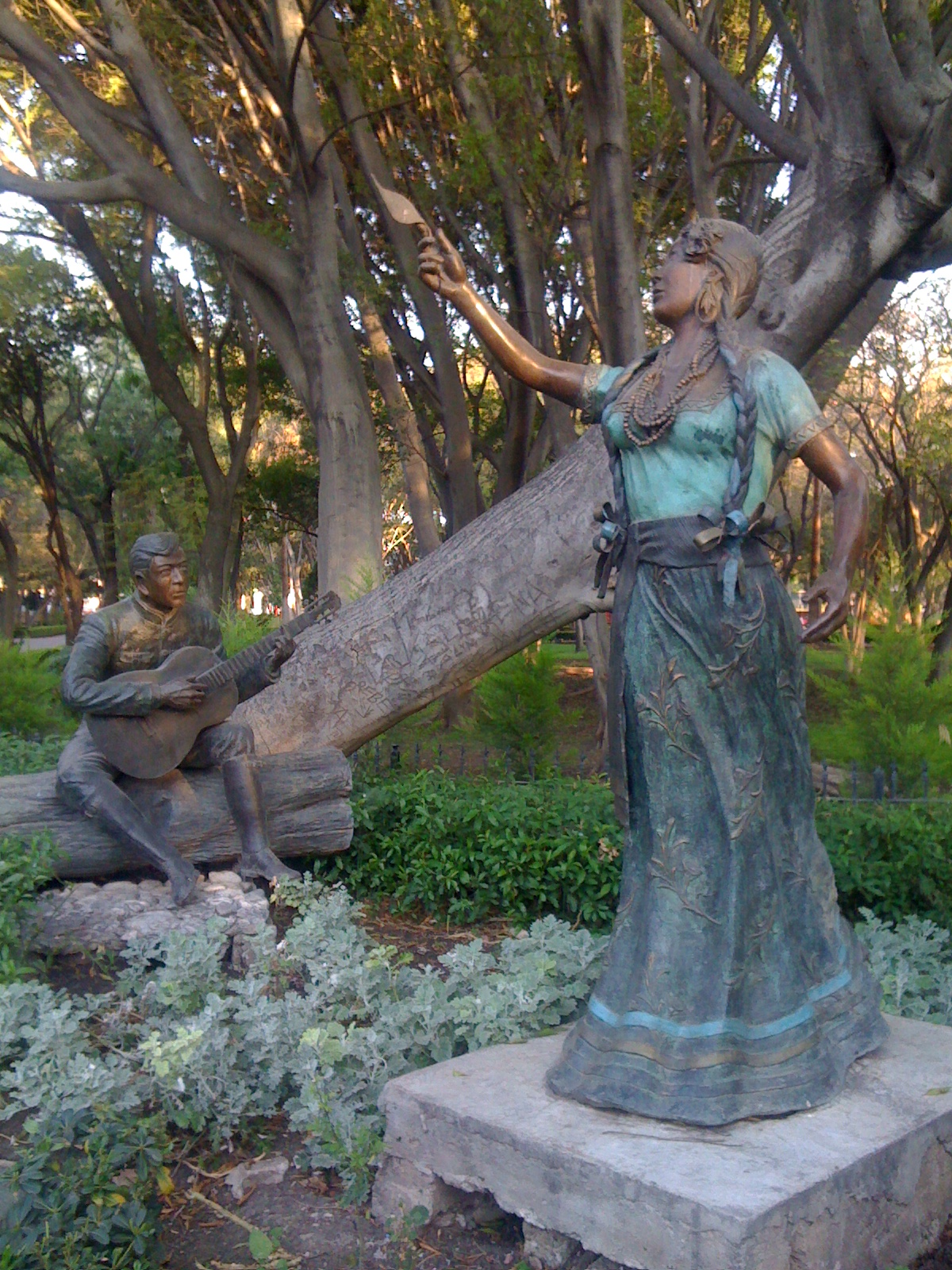
"Canción mixteca", escultura de Juan Velasco, en la Alameda de Querétaro.

José López Alavez (Huajuapan de León, Oaxaca, 14 de julio de 1889 - Ciudad de México, 25 de octubre de 1974) fue un músico y compositor mexicano, autor de la Canción mixteca.

## Datos biográficos

### Primeros estudios
Nació en Huajuapan de León, Oaxaca, el 14 de julio de 1889, hijo de José López y Rita Alavez. A la edad de  diez años fue impulsado por su hermano Abraham al estudio de la música, recibiendo enseñanzas de mandolina y guitarra. En 1900, forma parte de la banda infantil en Huajuapan, que integró el maestro Fidencio Toscano y donde fue clarinetista.
En 1907, su familia decide enviarlo a la capital donde termina, con mención honorífica, sus estudios en el conservatorio de música con las asignaturas de solfeo, piano, clarinete, armonía, francés, contrapunto, entre otras, hasta el año de 1927.

### Primer reconocimiento: clarinetista
Durante este lapso y con motivo del Centenario de la Independencia de México, obtiene el primer premio como clarinetista que le otorgan el presidente de la República Mexicana, el general don Porfirio Díaz Mori, y el secretario de Educación  Pública, Justo Sierra, aunado a una pensión por dos años, para continuar sus estudios en la Ciudad de México.

### En la Ciudad de México
Radicó en la Casa del Estudiante "José Yves Limantour", ubicada en el Barrio del Carmen, en donde tuvo la oportunidad de conocer y relacionarse con músicos como el maestro Quiroz, Ángel Badillo y otros artistas, además de los maestros del Conservatorio como Oteo, Gabriel Unda, Ignacio Castillo, Isidro Jiménez, Rafael J. Tello, Antonio Gomenzada, Julián Carrillo y Alba Herrera y Ogazón.[cita requerida]

### La Revolución mexicana
En un ambiente de inquietud estudiantil, compone en 1912 la melodía de la Canción mixteca, como parte del Álbum de Compositores Juveniles, en la Casa del Estudiante. En 1914, decide tomar parte activa en la Revolución mexicana, a través de una de las bandas de música pertenecientes a la División del Norte, de la Brigada del general Fernando Reyes. Teniendo estas fuerzas villistas ocupada la Ciudad de Querétaro, en 1915, el profesor José López Alavez, integrante de la banda de música, compone bajo la arboleda de la Alameda Hidalgo de Querétaro, la letra de la Canción Mixteca.

### Matrimonio
En 1916, contrae matrimonio con Carmen Monroy Molina, a quien conoció en el callejón del Estanquillo número 13, donde estuvo alojado. Ellos tuvieron siete hijos: Carmen, Luz María, José de Jesús, Ignacio, Guadalupe, Víctor Manuel y María Teresa.

### Concurso de la canción mexicana deEl Universal
En 1918, gana el concurso de la primera canción mexicana, convocado por el periódico El Universal, con la 
Canción mixteca y en segundo lugar con la canción La apasionada. En el mismo año, se efectúa un festival de música mexicana, en la Alameda Central de la Ciudad de México, con la cooperación de la Banda de Policía, dirigida por Arturo Rocha. Acudió a este evento el maestro Lerdo de Tejada, quien presenta al público al compositor oaxaqueño, como triunfador del concurso.

### Banda de Policía
Cuando dejó de pertenecer a las bandas de la Revolución, causa alta como primer clarinetista en la nueva Banda de Policía, fundada por el Velino M. Preza en octubre de 1920, durante el gobierno de Álvaro Obregón. La Banda de Policía viajó a  los Estados Unidos y a La Habana, Cuba, con el fin de celebrar diversos conciertos. Radicado en la Capital, se dedica a dar clases de piano, a formar coros y orquestas (en la Secretaría de Trabajo y Previsión Social y en la Consolidada, entre otras), así como a armonizar con el piano en las principales salas de películas mudas que se proyectaban.

### Compositor
Además de la más conocida (la Canción mixteca), son de su autoría: Campanitas pueblerinas, Linda chiquita y ¡Cuánto te quiero, morena!, entre otras.
En 1947, compone un himno al general Antonio de León, nacido en Huajuapan, Oaxaca, y quien se distingue por haber formado parte del Ejército Trigarante. Destacan, entre sus hechos de armas, la toma del fuerte de Yanhuitlán, con lo que se hizo posible la entrada a la ciudad de Oaxaca, nombrándolo Coronel en 1821. En 1847, se ofreció como voluntario ante la invasión para combatir al frente de una brigada oaxaqueña muriendo en la batalla del Molino del Rey.

### Reconocimientos
El maestro López Alavez recibió en vida, por parte de diferentes instituciones y autoridades, un sinnúmero de homenajes y premios como compositor y músico destacado, además de los reconocidos homenajes póstumos.
Se encuentran, entre los homenajes que recibió:
- el Cincuentenario de la Canción Mixteca, efectuado en el Bosque de Chapultepec, el 27 de julio de 1962, por la Secretaría de Trabajo y Previsión Social;
- en 1966, en la Pérgola Juventino Rosas, por la Dirección de Mercados del Distrito Federal;
- el 14 de julio de 1970, en el Jardín Sócrates de la Ciudad de Oaxaca, se develó su busto, en presencia del entonces gobernador Fernando Gómez Sandoval, del director de la Sociedad de Autores y Compositores de Música, Carlos Gómez Barrera, y de miembros distinguidos de dicha sociedad, como Blas Galindo, Juan Zaizar, David Zaizar, Juan S. Garrido, Víctor Cordero, Amador Pérez Torres, Samuel M. Lozano, las hermanas Hernández y José Luis Caballero, presidente de la Asociación Nacional de Intérpretes, entre otros;
- en 1976, en la Ciudad de Oaxaca, el gobernador, Manuel Zárate Aquino, le hizo entrega a Carmen Monroy, viuda de López Alavez, de un diploma en reconocimiento a la labor artística realizada por el maestro y compositor, como parte de las celebraciones de la Estampa Mixteca;
- el 20 de noviembre de 1988, el gobernador de Querétaro, Mariano Palacios Alcocer, y otras autoridades estuvieron presentes, en la Alameda Hidalgo de Querétaro, en el homenaje a la memoria de la canción del músico oaxaqueño con un grupo escultórico con su figura y la de una bella mujer mixteca, plasmada por el arquitecto Juan Velasco Perdomo;
- otros homenajes del Consejo Estatal de Cultura;
- el 27 de junio de 1998, el Honorable Ayuntamiento de Huajuapan de León, en coordinación con la Delegación Coyoacán, realizó un homenaje póstumo en Coyoacán, donde vivió con su familia desde 1937;
- el 25 de octubre de 1998, el Honorable Ayuntamiento de la Ciudad de Huajuapan de León, Oaxaca, precedida por el presidente municipal Luis Guadalupe Martínez, invitó a la Sesión Solemne del Cabildo en la Explanada de la Plaza Libertad de Expresión del Parque Independencia, a conmemorar el aniversario de la muerte del compositor;
- en la Carretera 2 de Abril se develó un busto suyo;
- el 22 de septiembre de 2000, en la Sala Ollin Yoliztli, en un evento denominado "México de mis Abuelos", Nacho Méndez interpretó la "Canción mixteca" y otras 22 composiciones del repertorio musical de principios del siglo XX;
- en 1962, la Secretaría de Trabajo y Previsión Social realizó, en el Bosque de Chapultepec, un reconocimiento al cumplirse cincuenta años de la creación de la "Canción mixteca";
- de forma póstuma, en 1976, se le entregó a su viuda un diploma de reconocimiento durante las celebraciones de la Estampa Mixteca;
- en 1988, en Querétaro se develó una escultura realizada por el arquitecto Juan Velasco Perdomo;
- ese mismo año, se develó un busto en su honor por parte del municipio de Huajuapan de León, en combinación con la Delegación Coyoacán, lugar en donde murió el 25 de octubre de 1974.

## Fallecimiento
Murió en Coyoacán el 25 de octubre de 1974, a los 85 años de edad. Sus restos reposan en el Panteón Jardín de la Sección Autores y Compositores de Música de la Ciudad de México.